# 辛東山
辛東山（？—？），号崧臺，河南洛阳人，明朝政治人物。

## 生平
正德八年举人，九年（1514年）联捷甲戌科進士，嘉靖七年（1528年）任沧州知州，累任南京户部员外郎，转任山西僉事，嘉靖十一年（1532年）正月以贪肆不检，改调简僻。後历任陕西苑马寺少卿，嘉靖十八年（1539年）十一月升任陕西按察司副使。十九年十二月以考察被罢职。